# Размара, Хадж Али
Хадж Али Размара (перс. حاجیعلی رزم‌آرا‎ Ḥājī`alī Razmārā; 30 марта 1901 — 7 марта 1951) — премьер-министр Ирана с 26 июня 1950 г. по 7 марта 1951 г. 
После 1941 года и до событий августа 1953 года правительства, приходившие к власти в Иране, часто были нестабильными и не обладали достаточным авторитетом для эффективного управления страной. Они, как правило, находились у власти недолго, вскоре уступая место новым кабинетам. Правительство Хадж Али Размара, действовавшее в этот период, выделялось по нескольким причинам. Во-первых, его приход к власти совпал с обострением нефтяного вопроса в стране. Во-вторых, Размара, будучи военным, обладал значительным влиянием по сравнению с другими премьер-министрами того времени. В-третьих, значение этого правительства связано с его завершением, которое произошло в результате убийства самого премьер-министра, обстоятельства которого до сих пор остаются одной из неразгаданных страниц современной истории Ирана.

## Биография
Хадж Али Размара родился в 1901 году в тегеранском районе Сарчешме. При рождении ему дали имя Али, однако, поскольку он появился на свет в ночь праздника Курбан-байрам, его стали называть Хаджиали . Его отец, Мохаммад-хан Размара, был офицером артиллерии и долгое время возглавлял офицерскую школу. По материнской линии Размара был связан с династией Каджаров: его бабушка приходилась сестрой жене Насер ад-Дин Шаха.

### Карьера при Реза Шахе
С раннего детства Хадж Али Размара проявлял интерес к военному делу и мечтал о карьере офицера. Он начал обучение в мектебе, затем продолжил учёбу в школах Альянс, Акдасийе и Дар-ол-Фонун. В возрасте семнадцати лет Размара поступил в военную школу Мошир-од-Доуле. Он постепенно проходил ступени обучения и последовательно получал воинские звания, заняв важное положение среди офицеров в период правления династии Пехлеви. Размара зарекомендовал себя как образованный и смелый офицер. По распоряжению Реза Шаха он был направлен во Францию, где проходил подготовку в пехотной школе Сен-Сир. По возвращении в Иран его назначили командиром полка в Керманшахе. Благодаря своей службе и дисциплине он получил звание полковника и был представлен Реза Шаху как один из выдающихся офицеров своего поколения.

Во времена правления Реза Шаха, Хадж Али Размара, уже имея звание полковника, получил задание по подавлению беспорядков среди племён и повстанцев в Лурестане. В своих воспоминаниях он писал: 
«…Я отправился в Лурестан. Главной целью этой кампании было задержание мятежных элементов и переселение их в отдалённые районы. Для этих операций были сформированы специальные отряды. Мне было поручено задержать и переселить мятежников из района Заринджу, находившихся в горной местности. Эта задача была выполнена быстро и умело, без каких-либо происшествий. Все указанные лица были задержаны. Однако из-за невнимательности офицера, ответственного за охрану, несколько главарей смогли сбежать. Это обстоятельство сильно меня огорчило, и мне пришлось в течение нескольких дней патрулировать район между рекой Сеймаре, горами Кабиркух и высотами Киалан, чтобы их поймать. К счастью, эти лица были задержаны во время нападения на одно из племён в районе Сеймаре и переданы властям».

Во время службы в Лурестане Хадж Али Размара, по-видимому, допустил ошибку, которая привела к его отстранению от командования и переводу в географический отдел армии. Там он подготовил двадцатитомный труд «Военная география Ирана», охватывающий различные регионы страны и содержащий подробные карты и описания. В своих воспоминаниях Размара писал: 
«В конце концов, от Военной академии мне присвоили орден Заслуг 3-й степени за усердие в работе. Удивительно, но в тот же момент поступил приказ явиться в военный трибунал для судебного разбирательства. Эти два решения – награждение и вызов в суд – казались мне весьма противоречивыми: если я должен был предстать перед судом, то какое значение имела награда?».

### Карьера при Мохаммеде Реза Пехлеви
После отречения Реза Шаха в сентябре 1941 года Хадж Али Размара возглавил военный кабинет при молодом шахе Мохаммеде Реза Пехлеви, а затем был назначен начальником Генерального штаба армии. В этот период он соперничал с генерал-майором Хасаном Арфой, и армия разделилась на сторонников Размары и Арфы, которые поочерёдно занимали пост начальника штаба.

Генерал Хоссейн Фардуст в своих воспоминаниях отмечал: 
«После сентября 1941 года обстановка благоприятствовала продвижению Размары. Его главным конкурентом был генерал-майор Арфа, начальник Генерального штаба. Арфа был искренне предан Мохаммед Реза-шаху, тогда как Размара в меньшей степени проявлял подобную преданность. Некоторое время между ними шла борьба за пост начальника штаба, пока Размара окончательно не закрепился на этой должности».
Одним из ключевых достижений Размары в этот период стала разработка плана размещения армейских сил в Азербайджане. После провозглашения автономного правительства Азербайджана под руководством Джафара Пишевари в ноябре 1945 года, Размара подготовил оперативный план по восстановлению контроля центрального правительства над регионами Азербайджана и Курдистана. Этот план был успешно реализован в конце 1946 года, после вывода советских войск, что принесло Размаре признание и повышение до звания генерал-лейтенанта.
26 июня 1950 года шахиншах Мохаммед Реза Пехлеви назначил его премьер-министром.

## Характеристика личности
Размара отличался тремя качествами, которые признавали практически все – высоким уровнем знаний, исключительным трудолюбием и стремлением к власти. Он обладал глубокими знаниями в военной и географической сферах, свободно говорил на французском, английском и русском языках. В Иране ему был вручён высший военный орден Зульфикара, а Франция наградила его орденом Почётного легиона. Азиатская академия избрала его членом своего совета и присудила ему докторскую степень в области географии.
Нуреддин Киянури, один из лидеров партии Туде, в своих воспоминаниях отмечал: 
«Размара был самым образованным офицером армии, никто не превосходил его по уровню знаний – как военных, так и общих, включая географию. Он составил большую карту Ирана. Это был чрезвычайно образованный человек, выдающийся организатор, умный и настойчивый»
. Генерал Хоссейн Фардуст также писал: «Размара считался в армии высокообразованным офицером. Во время поездок по стране в рамках работы Военной академии он написал 12 томов о деревнях и племенах, опубликованных под названием „Военная география Ирана“. Он обладал феноменальной памятью и исключительной быстротой мышления… Однако, на мой взгляд, несмотря на его образованность, он слабо разбирался в политике Ирана, региона и мира, и его знания в политических вопросах были поверхностными».  
Размара проявлял исключительное трудолюбие, что отмечали его современники. Нуреддин Киянури писал: «Он был невероятно работоспособен, словно вообще не спал. Мой товарищ, Мохаммад Али Амуи, учившийся тогда в военной академии, рассказывал, что Размара, будучи начальником академии, оставался там до полуночи и возвращался уже в четыре утра. Амуи говорил: мы не понимали, когда он вообще спит, и все офицеры замечали это. Он всегда приходил в академию раньше всех и уходил позже всех. Эти качества привлекали к нему многих офицеров». 
Наиболее яркой чертой Хадж Али Размары было его стремление к власти, что побуждало его сближаться как с шахом, так и с иностранными правительствами и организациями, в том числе с партией Туде. Хоссейн Фардуст отмечал, что Размара активно налаживал связи с иностранными посольствами, стараясь угодить всем. Его контакты были весьма открытыми, он даже приглашал высокопоставленных дипломатов к себе домой. По словам Фардуста, у него имелись документы, свидетельствовавшие о связях Размары с посольствами трёх великих держав. Он также поддерживал личные контакты и переписку с партией Туде и её ключевыми фигурами. Не то чтобы он был коммунистом – он вообще не верил в подобные идеи. Но, зная, что партия Туде могла способствовать его успеху, он поддерживал с ней связь.
Размара оставался дерзким и чрезвычайно амбициозным человеком, не останавливавшимся ни перед чем. Он тайно сотрудничал с Туде, одновременно взаимодействуя с Британией и Америкой. Он являлся выдающимся военным, но слабым политиком. Он проявлял нетерпение и стремился быстро достичь своих целей, главной из которых было достижение максимальной власти. Он не признавал авторитетов и подчинялся Мохаммеду Реза Пехлеви лишь постольку, поскольку это приближало его к реализации собственных амбиций. Его целью оставалось высшее положение, например, пост главы правительства.
Возможно, именно это стремление к власти побуждало Размару поддерживать тайные связи с принцессой Ашраф Пехлеви и сохранять с ней особую близость. Некоторые объясняли его тесные контакты с Ашраф тем, что Мохаммед Реза Пехлеви, испытывая осторожность в отношении этого высокопоставленного офицера, стремился через свою сестру контролировать его политические намерения. Сохранившиеся любовные письма Ашраф к Размаре также интерпретировались в этом контексте.

## Убийство Хадж Али Размара

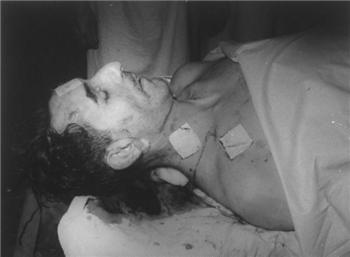
Тело Али Размара в больнице после покушения

В марте 1951 г. Размара выступает в парламенте с речью против национализации нефтяной промышленности. Через четыре дня, 7 марта, при выходе из мечети в него стреляет 26-летний плотник Халил Тахмасеби, член организации «Федаины ислама». Он успевает сделать три выстрела, для премьера ранения становятся смертельными. Вскоре он умирает в больнице. Таким образом Размара стал третьим премьер-министром Ирана, который был убит.
На похоронах Али Размара присутствовал посол СССР в Иране И. В. Садчиков.